# Фінал кубка Англії з футболу 1950
Фінал кубка Англії з футболу 1950 — 69-й фінал найстарішого футбольного кубка у світі. Учасниками фіналу були «Арсенал» і «Ліверпуль». Володарем кубкового трофею став «Арсенал».

## Шлях до фіналу
| «Арсенал»                 | «Арсенал» | «Арсенал»                                                            | Раунд           | «Ліверпуль»       | «Ліверпуль» | «Ліверпуль»                             |
| ------------------------- | --------- | -------------------------------------------------------------------- | --------------- | ----------------- | ----------- | --------------------------------------- |
| Суперник                  | Результат | Матчі                                                                |                 | Суперник          | Результат   | Матчі                                   |
| «Шеффілд Венсдей»         | 1—0       | 1—0 вдома                                                            | Третій раунд    | «Блекберн Роверз» | 2—1         | 0—0 на виїзді, 2—1 вдома (перегравання) |
| «Свонсі Сіті»             | 2—1       | 2—1 вдома                                                            | Четвертий раунд | «Ексетер Сіті»    | 3—1         | 3—1 вдома                               |
| «Бернлі»                  | 2—0       | 2—0 вдома                                                            | П'ятий раунд    | «Стокпорт Каунті» | 2—1         | 2—1 на виїзді                           |
| «Лідс Юнайтед»            | 1—0       | 1—0 вдома                                                            | Шостий раунд    | «Блекпул»         | 2—1         | 2—1 вдома                               |
| «Вулвергемптон Вондерерз» | 3—2       | 2—2 на нейтральному полі, 1—0 дч на нейтральному полі (перегравання) | 1/2 фіналу      | «Евертон»         | 2—0         | 2—0 на нейтральному полі                |

## Матч
| 29 квітня 1950 |

| Арсенал        | 2:0      | Ліверпуль |
| -------------- | -------- | --------- |
| Льюїс 18', 63' | Протокол |           |

| Вемблі, Лондон Глядачів: 100 000 Арбітр: Гаррі Пірс |

|  |  |

|                  |  |                |  |
|                  |  |                |  |
| В                |  | Джордж Свіндін |  |
| З                |  | Воллі Барнс    |  |
| З                |  | Лорі Скотт     |  |
| ПЗ               |  | Джо Мерсер (к) |  |
| ПЗ               |  | Леслі Комптон  |  |
| ПЗ               |  | Алекс Форбс    |  |
| Н                |  | Деніс Комптон  |  |
| Н                |  | Рег Льюїс      |  |
| Н                |  | Пітер Горінг   |  |
| Н                |  | Джиммі Лоугі   |  |
| Н                |  | Фредді Кокс    |  |
| Головний тренер: |  |                |  |
| Том Віттейкер    |  |                |  |

|                  |  |                  |  |
|                  |  |                  |  |
| В                |  | Сіріл Сідлоу     |  |
| З                |  | Едді Спайсер     |  |
| З                |  | Рей Ламберт      |  |
| ПЗ               |  | Білл Джонс       |  |
| ПЗ               |  | Лорі Г'юз        |  |
| ПЗ               |  | Філ Тейлор (к)   |  |
| Н                |  | Біллі Лідделл    |  |
| Н                |  | Віллі Фаган      |  |
| Н                |  | Альберт Стаббінс |  |
| Н                |  | Кевін Барон      |  |
| Н                |  | Джиммі Пейн      |  |
| Головний тренер: |  |                  |  |
| Джордж Кей       |  |                  |  |